# Leptomantella xizangensis
Leptomantella xizangensis är en bönsyrseart som beskrevs av Wang 1993. Leptomantella xizangensis ingår i släktet Leptomantella och familjen Tarachodidae. Inga underarter finns listade i Catalogue of Life.